# Sourribes
Sourribes est une commune française située dans le département des Alpes-de-Haute-Provence en région Provence-Alpes-Côte d'Azur.

## Géographie

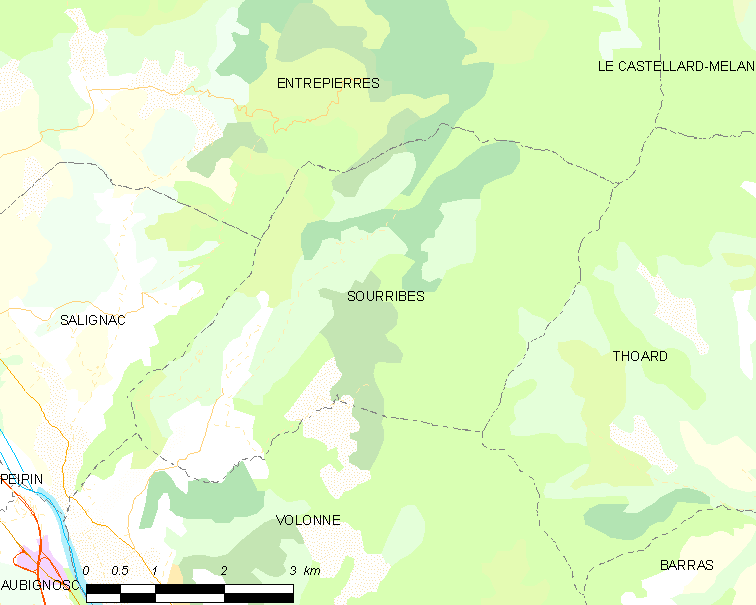
Sourribes et les communes voisines (Cliquez sur la carte pour accéder à une grande carte avec la légende).

La commune est traversée par le Vançon. Le village est situé à 490 mètres d’altitude, à environ 6 kilomètres de Volonne.

### Géologie

Massif des Alpes et localisation des Préalpes de Digne

Le territoire se situe à l’est des Baronnies orientales, sur des formations calcaires provençales du Jurassique supérieur et du Crétacé inférieur (roches sédimentaires issues d'un ancien océan alpin), entre deux formations géologiques majeures des Alpes :
- la nappe de Digne à l'est[3], au niveau du lobe de Valavoire[4] : il s'agit d'une nappe de charriage, c'est-à-dire d'une dalle épaisse de près de 5 000 m qui s'est déplacée vers le sud-ouest durant l'Oligocène et la fin de la formation des Alpes. Les lobes (ou écaille) correspondent à la bordure découpée à l'ouest de la nappe.
- la faille de la Durance au sud-ouest, dans la vallée.

Au nord-ouest, la crête de Saint-Martin/Le Grépon est constituée d'un calcaire gris. Alors qu'au sud-est, le versant marneux de Vaumuse s'appuie sur des molasses rouges.
Le Vançon a creusé les gorges de Charenches dans les couches géologiques dont celles du Cénomanien.[réf. nécessaire]

### Relief
La vallée est orientée nord-est/sud-ouest. Le point le plus bas est près du confluent du Vançon avec la Durance à près de 467 m. La crête de Saint-Martin au nord-ouest culmine à 816 m. La crête de Vaumuse au sud-est culmine à 1 438 m. Ces crêtes sont dans l'alignement du Vançon.
Le plan de Saint-Roman, au sud du village, est la surface plane la plus notable de la commune.
Plus en amont, sur le territoire de l'ancienne commune de Beaudument, le relief est très accidenté.

### Hydrographie
La commune est parcourue par le Vançon selon une orientation nord-est/sud-ouest. Il est un torrent ayant un régime nival. Depuis que l'ONF a fait planter des arbres en amont des gorges de Charenches, les crues sont moins hautes.

### Climat
Pour des articles plus généraux, voir Climat de Provence-Alpes-Côte d'Azur et Climat des Alpes-de-Haute-Provence.
En 2010, le climat de la commune est de type climat méditerranéen altéré, selon une étude du Centre national de la recherche scientifique s'appuyant sur une série de données couvrant la période 1971-2000. En 2020, Météo-France publie une typologie des climats de la France métropolitaine dans laquelle la commune est exposée à un climat de montagne ou de marges de montagne et est dans la région climatique Alpes du sud, caractérisée par une pluviométrie annuelle de 850 à 1 000 mm, minimale en été.
Pour la période 1971-2000, la température annuelle moyenne est de 11,5 °C, avec une amplitude thermique annuelle de 17,9 °C. Le cumul annuel moyen de précipitations est de 802 mm, avec 6,3 jours de précipitations en janvier et 4,5 jours en juillet. Pour la période 1991-2020, la température moyenne annuelle observée sur la station météorologique de Météo-France la plus proche, « Saint-Auban », sur la commune de Château-Arnoux-Saint-Auban à 6 km à vol d'oiseau, est de 13,4 °C et le cumul annuel moyen de précipitations est de 714,2 mm. 
La température maximale relevée sur cette station est de 42,2 °C, atteinte le 28 juin 2019 ; la température minimale est de −13,4 °C, atteinte le 10 janvier 1985,,.
Les paramètres climatiques de la commune ont été estimés pour le milieu du siècle (2041-2070) selon différents scénarios d'émission de gaz à effet de serre à partir des nouvelles projections climatiques de référence DRIAS-2020. Ils sont consultables sur un site dédié publié par Météo-France en novembre 2022.

### Environnement
La commune compte 1 321 ha de bois et forêts, soit 67 % de sa superficie.

### Risques majeurs
Aucune des 200 communes du département n'est en zone de risque sismique nul. Le canton de Volonne auquel appartient Sourribes est en zone 1b (sismicité faible) selon la classification déterministe de 1991, basée sur les séismes historiques, et en zone 4 (risque moyen) selon la classification probabiliste EC8 de 2011. La commune de Sourribes est également exposée à trois autres risques naturels :
- feu de forêt ;
- inondation (dans la vallée du Vançon, notamment) ;
- mouvement de terrain : la commune est presque entièrement concernée par un aléa moyen à fort[15].

La commune de Sourribes n’est exposée à aucun des risques d’origine technologique recensés par la préfecture et aucun plan de prévention des risques naturels prévisibles (PPR) n’existe pour la commune ; le Dicrim existe depuis 2011.

## Urbanisme

### Typologie
Au 1er janvier 2024, Sourribes est catégorisée commune rurale à habitat dispersé, selon la nouvelle grille communale de densité à 7 niveaux définie par l'Insee en 2022.
Elle est située hors unité urbaine. Par ailleurs la commune fait partie de l'aire d'attraction de Château-Arnoux-Saint-Auban, dont elle est une commune de la couronne,. Cette aire, qui regroupe 4 communes, est catégorisée dans les aires de moins de 50 000 habitants,.

### Occupation des sols
L'occupation des sols de la commune, telle qu'elle ressort de la base de données européenne d’occupation biophysique des sols Corine Land Cover (CLC), est marquée par l'importance des forêts et milieux semi-naturels (90,5 % en 2018), une proportion sensiblement équivalente à celle de 1990 (90,1 %). La répartition détaillée en 2018 est la suivante :
forêts (61,5 %), milieux à végétation arbustive et/ou herbacée (28,6 %), zones agricoles hétérogènes (9,5 %), espaces ouverts, sans ou avec peu de végétation (0,4 %).
L'évolution de l’occupation des sols de la commune et de ses infrastructures peut être observée sur les différentes représentations cartographiques du territoire : la carte de Cassini (XVIIIe siècle), la carte d'état-major (1820-1866) et les cartes ou photos aériennes de l'IGN pour la période actuelle (1950 à aujourd'hui).

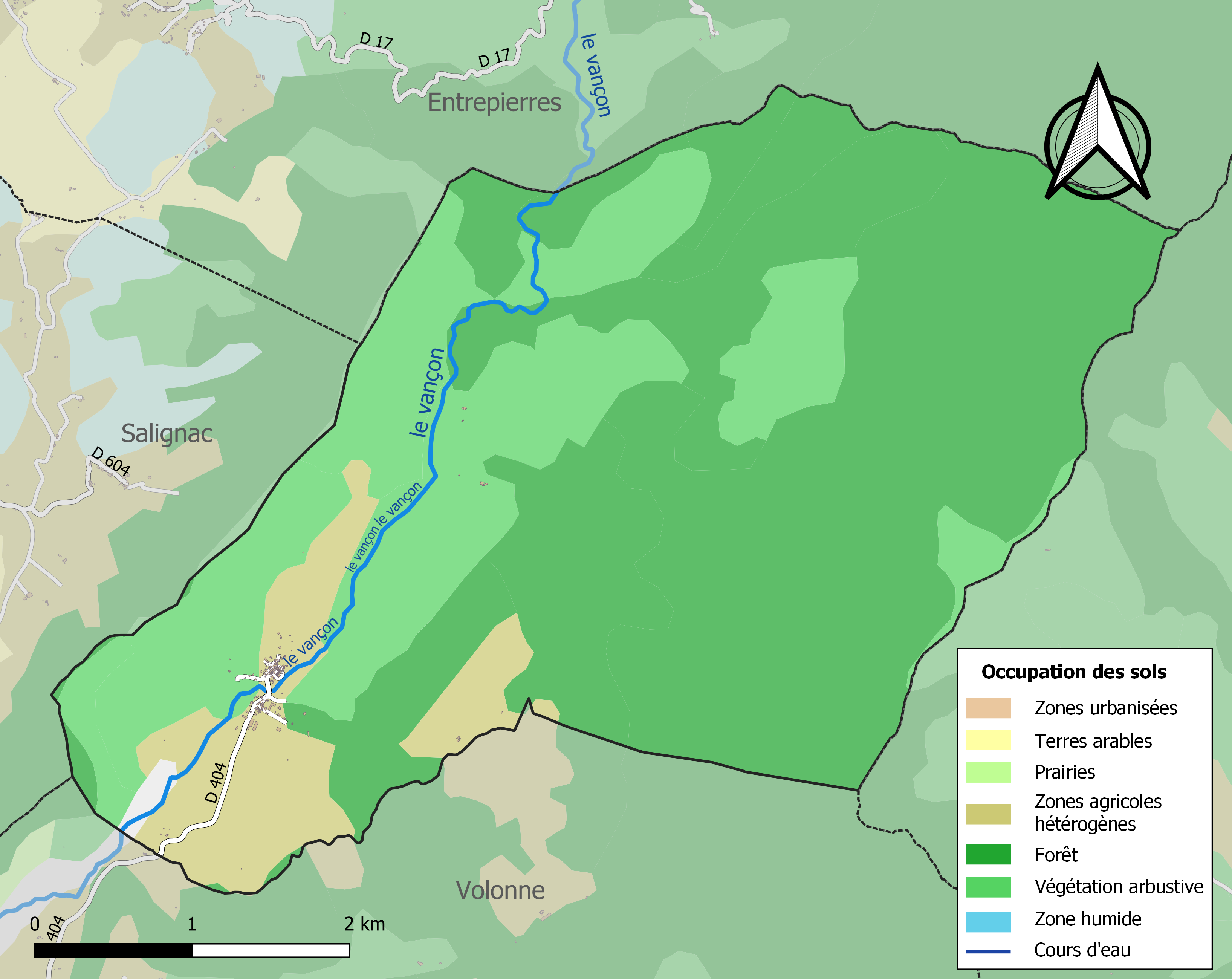
Carte de l'occupation des sols de la commune en 2018 (CLC).

## Toponymie
Le nom du village, tel qu’il apparaît la première fois en 739 (Subtusripas), se rapporte à sa position au pied d’un rocher.

## Histoire

### Antiquité
Des ruines romaines sont présentes à Beaudument. Plusieurs découvertes de monnaies romaines ont eu lieu sur la commune.

### Moyen Âge

#### Sourribes
La localité apparaît pour la première fois dans les chartes en 739, lorsqu'une colonge est donnée par le patrice Abbon à l’abbaye de Novalaise. La communauté de Sourribes relevait de la baillie de Sisteron.
Une abbaye de sœurs bénédictines est fondée avant 1160, et y reste jusqu’en 1464 et son regroupement avec l’abbaye Saint-Claire de Sisteron. L’abbaye reste seigneur du lieu,. Lors de la crise ouverte par la mort de la reine Jeanne Ire, Jame Gombert, seigneur de Beaudument et Dromon, soutient Charles de Duras contre Louis Ier d'Anjou. Le ralliement de Sisteron à la cause angevine, en 1386, entraîne son changement d’engagement, et il prête hommage au jeune duc d’Anjou, Louis II, le 27 mars 1386.

#### Beaudument
La communauté médiévale de Beaudument est citée en 1040, quand Bérald fait don de son église à l'abbaye Saint-Victor de Marseille. Son château est cité par Gervais de Tilbury dans son livre Les Divertissements pour un empereur, qui fait référence à la pierre rouge merveilleuse qui y était conservé, capable de brûler et d'éclairer sans se consumer. Difficile à reconnaître, cette pierre rouge peut être identifiée à une escarboucle, ou encore à l'abseste (nom médiéval de l'amiante, courante dans la région), ou encore mieux au pseudo-abseste ou abseste ligniforme. Il est aussi possible que ce ne soit qu'une légende, fondée sur le blason de Saint-Victor de Marseille, qui est orné d'une escarboucle à huit rais. Le village, établi à l'actuel lieu-dit de Vière près du château, comptait 24 feux au dénombrement de 1315, mais était inhabitée en 1471. La communauté se reconstitue au XVIe siècle, l’habitat s’installant plus loin dans la vallée du Vançon. Le village et son église Saint-Jean-Baptiste sont abandonnés au cours du siècle suivant, l’habitat se déplaçant au hameau de Vigoureux, aussitôt doté d’une chapelle Saint-Pierre, qui devient l’église paroissiale. En 1765, Beaudument avait 68 habitants.

### Période contemporaine
Le coup d'État du 2 décembre 1851 commis par Louis-Napoléon Bonaparte contre la Deuxième République provoque un soulèvement armé dans les Basses-Alpes, en défense de la Constitution. Après l’échec de l’insurrection, une sévère répression poursuit ceux qui se sont levés pour défendre la République : 3 habitants de Sourribes, et un de Beaudument, sont traduits devant la commission mixte.
Comme de nombreuses communes du département, Sourribes et Baudument sont chacune dotées d’une école bien avant les lois Jules Ferry : en 1863, une école dispense une instruction primaire aux garçons dans chacun des deux villages. Aucune instruction n’est donnée aux filles : la loi Falloux (1851), qui impose l’ouverture d’une école de filles qu’aux communes de plus de 800 habitants, et la première loi Duruy (1867), qui abaisse ce seuil à 500 habitants, ne les concernent pas,.
La commune de Beaudument est rattachée à Sourribes en 1909, alors qu’elle était trois fois plus grande mais en voie d’être désertée (1528 hectares contre 446).
Un maquis est créé à Sourribes au printemps 1943 ; il était en partie constitué de paysans qui continuaient à avoir une vie normale, mais qui étaient mobilisables dans les deux heures. Il sert au début à abriter les réfractaires au service du travail obligatoire (STO). Bien situé dans la vallée de la Durance, ce maquis devient un relais pour les résistants ou étrangers de passage, vers Sisteron notamment. Il a aussi accueilli une dizaine de déserteurs de la Wehrmacht, qui étaient des Luxembourgeois incorporés de force.
Le 6 février, les Allemands lancent une opération de ratissage pour détruire ce maquis. Leur tentative est un échec partiel : aucun maquisard n'est fait prisonnier (même s'il y a quelques blessés), mais le maquis est dissous et ses membres se répartissent entre les maquis de Châteauneuf-Val-Saint-Donat, Cruis et Fort-de-France à Barrême. Ce maquis n'a jamais été reconnu par l'administration,.
Jusqu’au milieu du XXe siècle, la vigne était cultivée à Sourribes. Le vin produit, de qualité médiocre, était destiné à l’autoconsommation. Cette culture est aujourd’hui abandonnée.

## Politique et administration

### Liste des maires
L'élection du maire est la grande innovation de la Révolution de 1789. De 1790 à 1795, les maires sont élus au suffrage censitaire pour deux ans. De 1795 à 1800, il n’y a pas de maires, la commune se contente de désigner un agent municipal qui est délégué à la municipalité de canton.
En 1799-1800, le Consulat revient sur l'élection des maires, qui sont désormais nommés par le pouvoir central. Ce système est conservé par les régimes suivants, à l'exception de la Deuxième République (1848-1851). Après avoir conservé le système autoritaire, la Troisième République libéralise par la loi du 5 avril 1884 l'administration des communes : le conseil municipal, élu au suffrage universel, élit le maire en son sein.
| Période                                  | Période                       | Identité           | Étiquette | Qualité                                          |
| ---------------------------------------- | ----------------------------- | ------------------ | --------- | ------------------------------------------------ |
| Les données manquantes sont à compléter. |                               |                    |           |                                                  |
| 1942                                     | mai 1945                      | Albert Burle       | Résistant | Élu alors qu’il n’est pas rentré de déportation. |
| mai 1945                                 |                               | André Boudouard    |           | Agriculteur                                      |
|                                          |                               | Maurice Pellestord |           |                                                  |
| avant 1981                               | ?                             | Georges Roumieu    |           | Agriculteur                                      |
|                                          | 2001                          | Noël Sicard        |           | Salarié                                          |
| 2001                                     | mars 2008                     | Gérard Valentin    |           | Salarié                                          |
| mars 2008                                | En cours (au 28 janvier 2023) | Patrick Heyries,   | DVD       | Agriculteur                                      |

### Intercommunalité
Sourribes fait partie:
- de 2005 à 2017, de la communauté de communes Lure-Vançon-Durance ;
- depuis le 1er janvier 2017, de la communauté de communes Jabron Lure Vançon Durance.

### Instances judiciaires et administratives
Sourribes est une des neuf communes de l'ancien canton de Volonne qui totalisait 11 886 habitants en 2012. Le canton a fait partie de l’arrondissement de Sisteron du 17 février 1800 au 10 septembre 1926, date de son rattachement à l'arrondissement de Forcalquier.et de la deuxième circonscription des Alpes-de-Haute-Provence. Sourribes a fait partie du canton de Volonne de 1793 à 2015 ; à la suite du redécoupage des cantons du département, la commune est rattachée au canton de Sisteron.
Sourribes fait partie des juridictions d’instance de Forcalquier, de la prud'homale de Manosque, et de grande instance de Digne-les-Bains.

### Fiscalité locale
| Taxe                                        | Part communale | Part intercommunale | Part départementale | Part régionale |
| ------------------------------------------- | -------------- | ------------------- | ------------------- | -------------- |
| Taxe d'habitation                           | 5,40 %         | 0,00 %              | 5,53 %              | 0,00 %         |
| Taxe foncière sur les propriétés bâties     | 15,36 %        | 0,00 %              | 14,49 %             | 2,36 %         |
| Taxe foncière sur les propriétés non bâties | 69,35 %        | 0,00 %              | 47,16 %             | 8,85 %         |
| Taxe professionnelle                        | 0,00 %         | 10,59 %             | 10,80 %             | 3,84 %         |

La part régionale de la taxe d'habitation n'est pas applicable.
La taxe professionnelle est remplacée en 2010 par la cotisation foncière des entreprises (CFE) portant sur la valeur locative des biens immobiliers et par la contribution sur la valeur ajoutée des entreprises (CVAE) (les deux formant la contribution économique territoriale (CET) qui est un impôt local instauré par la loi de finances pour 2010).

## Population et société

### Démographie
Le nom des habitants de Sourribes est Sourribois,.

#### Sourribes
L'évolution du nombre d'habitants est connue à travers les recensements de la population effectués dans la commune depuis 1765. Pour les communes de moins de 10 000 habitants, une enquête de recensement portant sur toute la population est réalisée tous les cinq ans, les populations de référence des années intermédiaires étant quant à elles estimées par interpolation ou extrapolation. Pour la commune, le premier recensement exhaustif entrant dans le cadre du nouveau dispositif a été réalisé en 2004.
En 2022, la commune comptait 179 habitants, en stagnation par rapport à 2016 (Alpes-de-Haute-Provence : +2,84 %, France hors Mayotte : +2,11 %).
Le tableau et le graphique ci-dessous concernent la population de Sourribes seule jusqu'en 1909, puis la population de la nouvelle commune de Sourribes de 1909 à nos jours.
| 1765 | 1793 | 1800 | 1806 | 1821 | 1831 | 1836 | 1841 | 1846 |
| ---- | ---- | ---- | ---- | ---- | ---- | ---- | ---- | ---- |
| 232  | 241  | 240  | 303  | 293  | 266  | 230  | 232  | 211  |

| 1851 | 1856 | 1861 | 1866 | 1872 | 1876 | 1881 | 1886 | 1891 |
| ---- | ---- | ---- | ---- | ---- | ---- | ---- | ---- | ---- |
| 215  | 198  | 194  | 201  | 172  | 167  | 182  | 182  | 169  |

| 1896 | 1901 | 1906 | 1911 | 1921 | 1926 | 1931 | 1936 | 1946 |
| ---- | ---- | ---- | ---- | ---- | ---- | ---- | ---- | ---- |
| 160  | 163  | 146  | 137  | 136  | 110  | 104  | 95   | 97   |

| 1954 | 1962 | 1968 | 1975 | 1982 | 1990 | 1999 | 2004 | 2006 |
| ---- | ---- | ---- | ---- | ---- | ---- | ---- | ---- | ---- |
| 84   | 60   | 73   | 75   | 74   | 116  | 138  | 170  | 177  |

| 2009 | 2014 | 2019 | 2022 | - | - | - | - | - |
| ---- | ---- | ---- | ---- | - | - | - | - | - |
| 173  | 182  | 178  | 179  | - | - | - | - | - |

Sourribes comptait 36 feux en 1315 et 13 en 1471.
L'histoire démographique de Sourribes, après la saignée des XIVe et XVe siècles et le mouvement de croissance jusqu'au début du XIXe siècle, est marquée par une période d'« étale » où la population reste relativement stable à un niveau élevé. Cette période dure de 1806 à 1851. L'exode rural provoque ensuite un mouvement de recul démographique de longue durée. En 1906, la commune a perdu plus de la moitié de sa population par rapport au maximum historique de 1806. Le mouvement de baisse se poursuit jusqu'aux années 1960. Depuis, la population a été multipliée par trois en un demi-siècle, se rapprochant des plus hauts du XIXe siècle.

#### Beaudument
| 1315    | 1471     | 1765 | 1793 | 1800 | 1806 | 1821 | 1831 |
| ------- | -------- | ---- | ---- | ---- | ---- | ---- | ---- |
| 24 feux | inhabité | 68   | 90   | 93   | 108  | 117  | 123  |

| 1836 | 1841 | 1846 | 1851 | 1856 | 1861 | 1866 | 1872 |
| ---- | ---- | ---- | ---- | ---- | ---- | ---- | ---- |
| 122  | 125  | 114  | 101  | 109  | 102  | 86   | 70   |

| 1876 | 1881 | 1886 | 1891 | 1896 | 1901 | 1906 | - |
| ---- | ---- | ---- | ---- | ---- | ---- | ---- | - |
| 72   | 74   | 64   | 55   | 55   | 34   | 21   | - |

L'histoire démographique de Beaudument est marquée par la saignée opérée par la crise des XIVe et XVe siècles, due à la peste noire et à la guerre de Cent Ans.
Beaudument connaît au XIXe siècle une période d'« étale » où la population reste relativement stable à un niveau élevé, à peu près contemporaine de celle de Sourribes : de 1806 à 1856. L'exode rural provoque ensuite le même mouvement de recul démographique qu'à Sourribes, mais il est sensiblement plus rapide à Beaudument : dès 1891, la commune a perdu plus de la moitié de sa population par rapport au maximum historique de 1841. Le mouvement de baisse réduisant trop fortement la taille de la communauté, Beaudument est rattachée à Sourribes.

### Enseignement
L'école communale a fermé à la fin juin 1985 lorsque l'institutrice a pris sa retraite. Toutes les classes étaient regroupées dans une salle unique. Pour pallier l'absence d'école maternelle lors des dernières années, le cours préparatoire durait deux ans. À partir de la rentrée de 1985, les élèves allaient à l'école communale de Volonne (5.5 km). Quand la communauté de communes Lure-Vançon-Durance fut créée en 2005, les élèves allèrent à celle de Salignac (6 km).
La commune ne dispose ni d'école maternelle ni d'école primaire. Au niveau secondaire, les élèves sont affectés au collège Camille-Reymond à Château-Arnoux,. Puis les élèves sont dirigés vers le lycée de la cité scolaire Paul-Arène à Sisteron,.

### Santé
Il n'y a pas de médecin à Sourribes, les plus proches sont à Volonne (4 km) ou à Peipin (4,6 km). Les pharmacies les plus proches sont aussi à Peipin ou Volonne.
Sourribes dépend du centre hospitalier de Sisteron.

### Cultes
Jusqu'à la Révolution, Sourribes dépendait du diocèse de Gap, et de l’archiprêtré de Provence, autrefois appelé Oultre-Durance. À la suite de l'établissement des conférences ecclésiastiques en 1686, l'archiprêtré de Provence était divisé en trois nouveaux archiprêtrés. En 1729, Sourribes dépendait de l'archiprêtré de Salignac. En 1749, lors de la nouvelle division des archiprêtrés de Provence, Sourribes resta dans celui de Salignac. Alors que Beaudument dépendait de celui de Volonne.
La situation resta ainsi jusqu'à la Révolution, quand la création d’un diocèse par département lors du vote du 4 mars 1792 aboutit à la suppression d’une cinquantaine des 130 diocèses.

## Économie
La commune de Sourribes possède trois labels Appellation d'origine contrôlée (AOC) (Banon, Huile d'olive de Provence et Huile d'olive de Haute-Provence)et huit labels Indication géographique protégée (IGP) (Miel de Provence, Agneau de Sisteron, Alpes-de-Haute-Provence (VDP) blanc, rouge et rosé et VDP de Méditerranée blanc, rouge et rosé)

### Agriculture
Les agriculteurs de la commune de Sourribes ont droit à trois labels appellation d'origine contrôlée (AOC), dont le banon, et à dix-sept labels indication géographique protégée (IGP) dont quinze concernent les vins alpes-de-haute-provence (IGP) blanc, rouge et rosé et VDP de Méditerranée mousseux ou primeur blanc, rouge et rosé, les deux restants étant le miel de Provence et l’agneau de Sisteron.
L’olivier n’était pas présent dans la commune au début du XIXe siècle. Actuellement, il occupe quelques surfaces restreintes, avec une oliveraie de moins de 1000 pieds qui bénéficie des AOC huile d'olive de Provence et Huile d'olive de Haute-Provence.

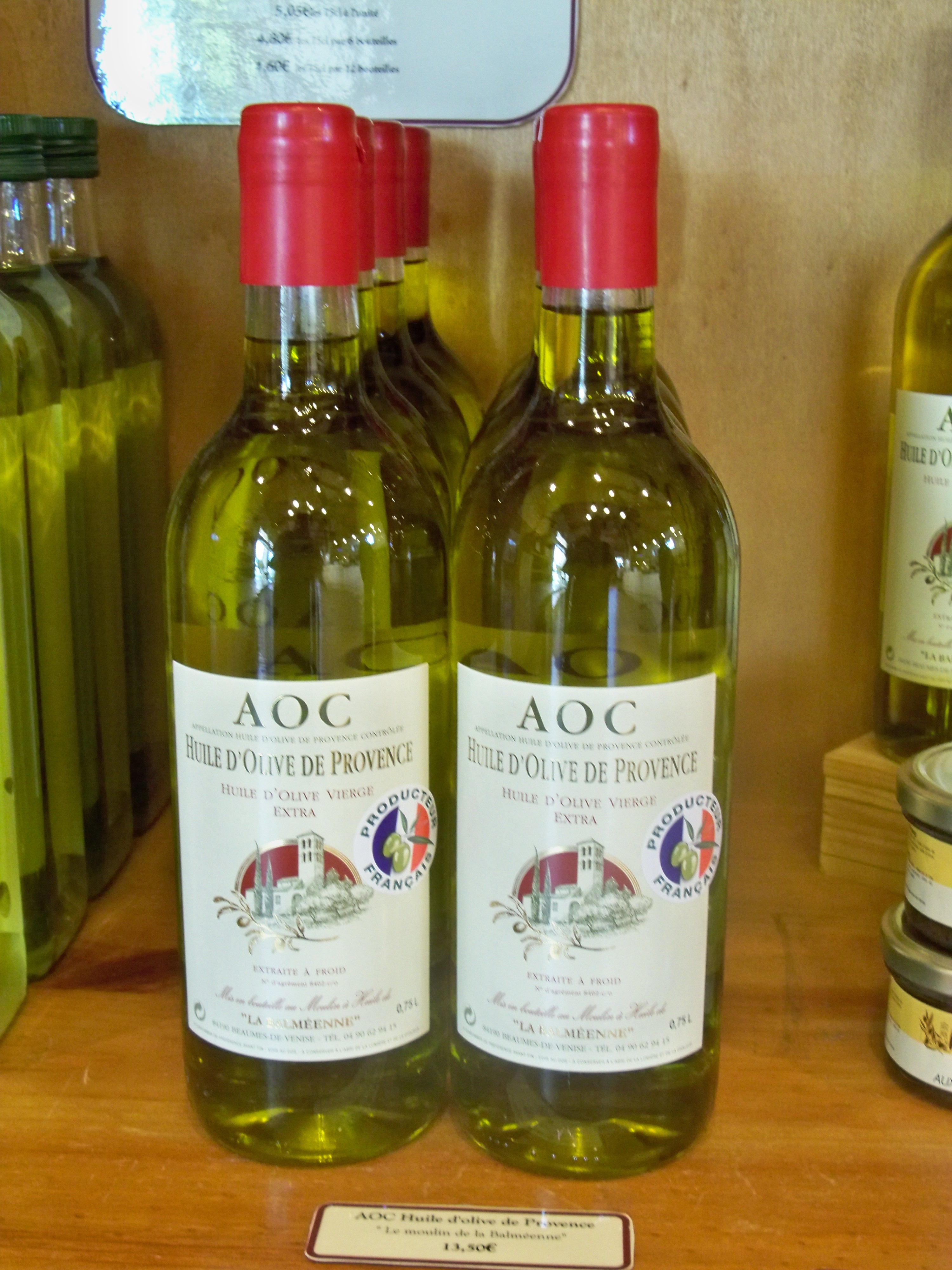
Huile de Provence AOC.
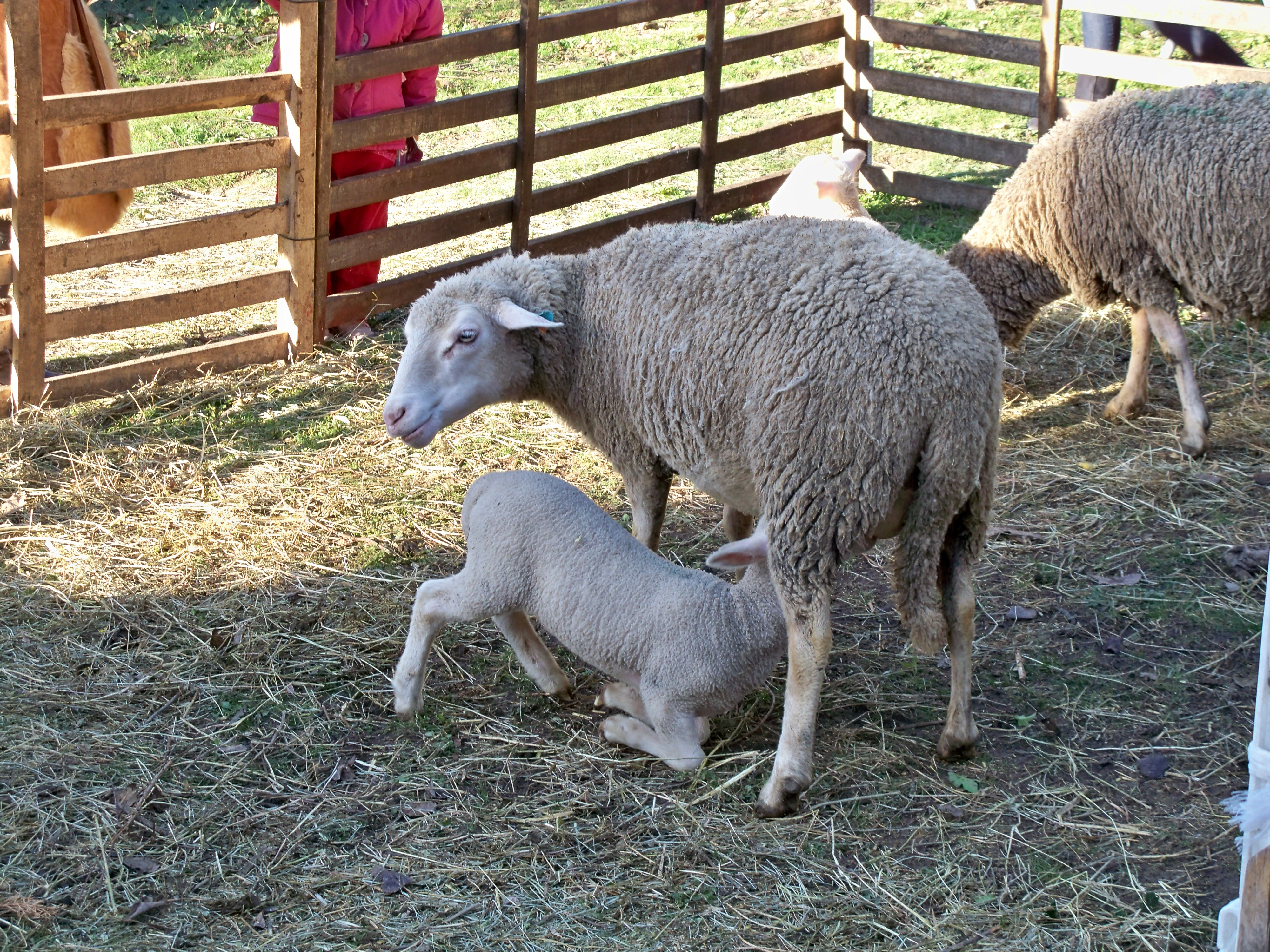
Agneau de Sisteron élevé sous sa mère.
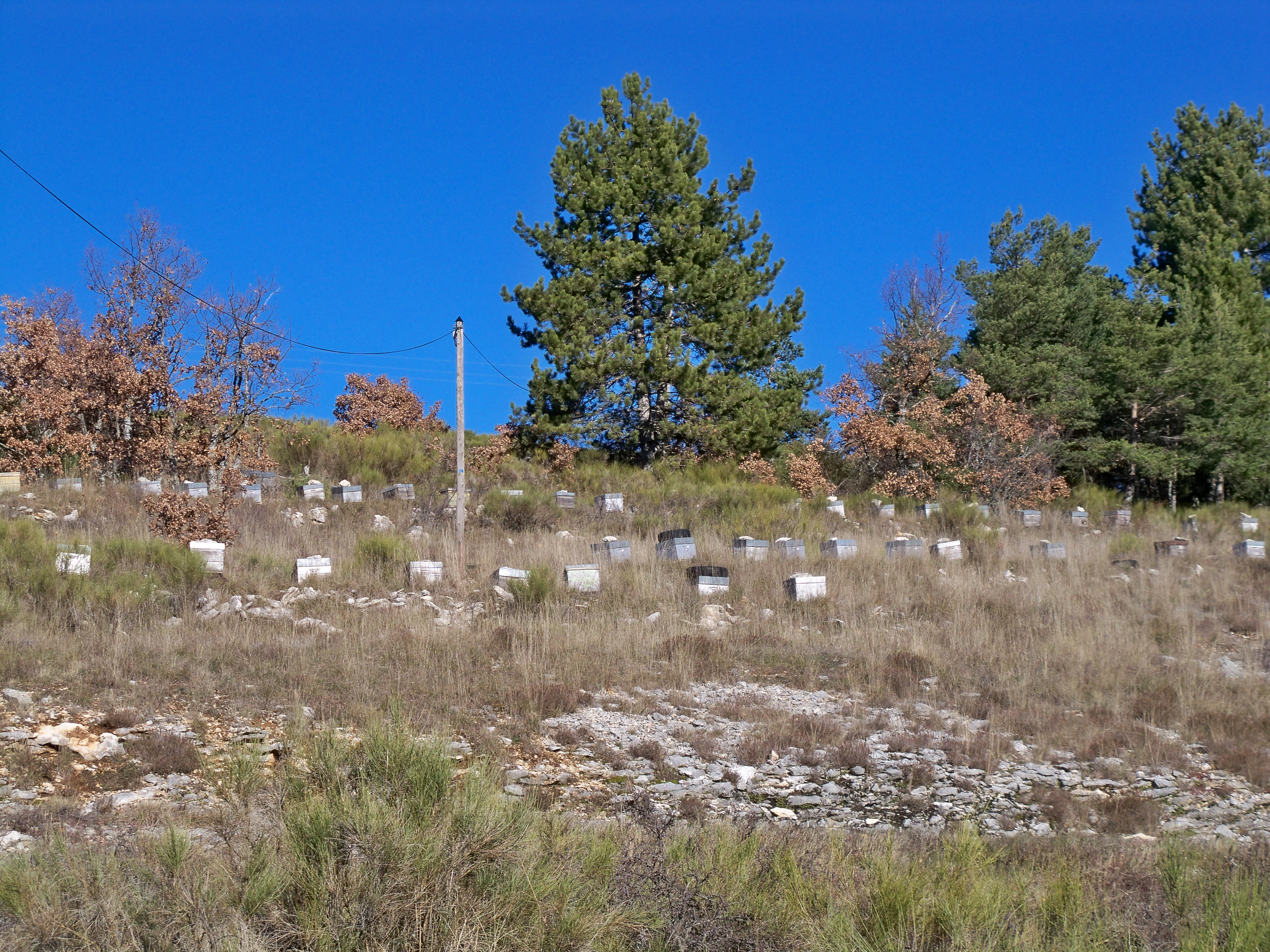
Ruches à la combe du Pommier.
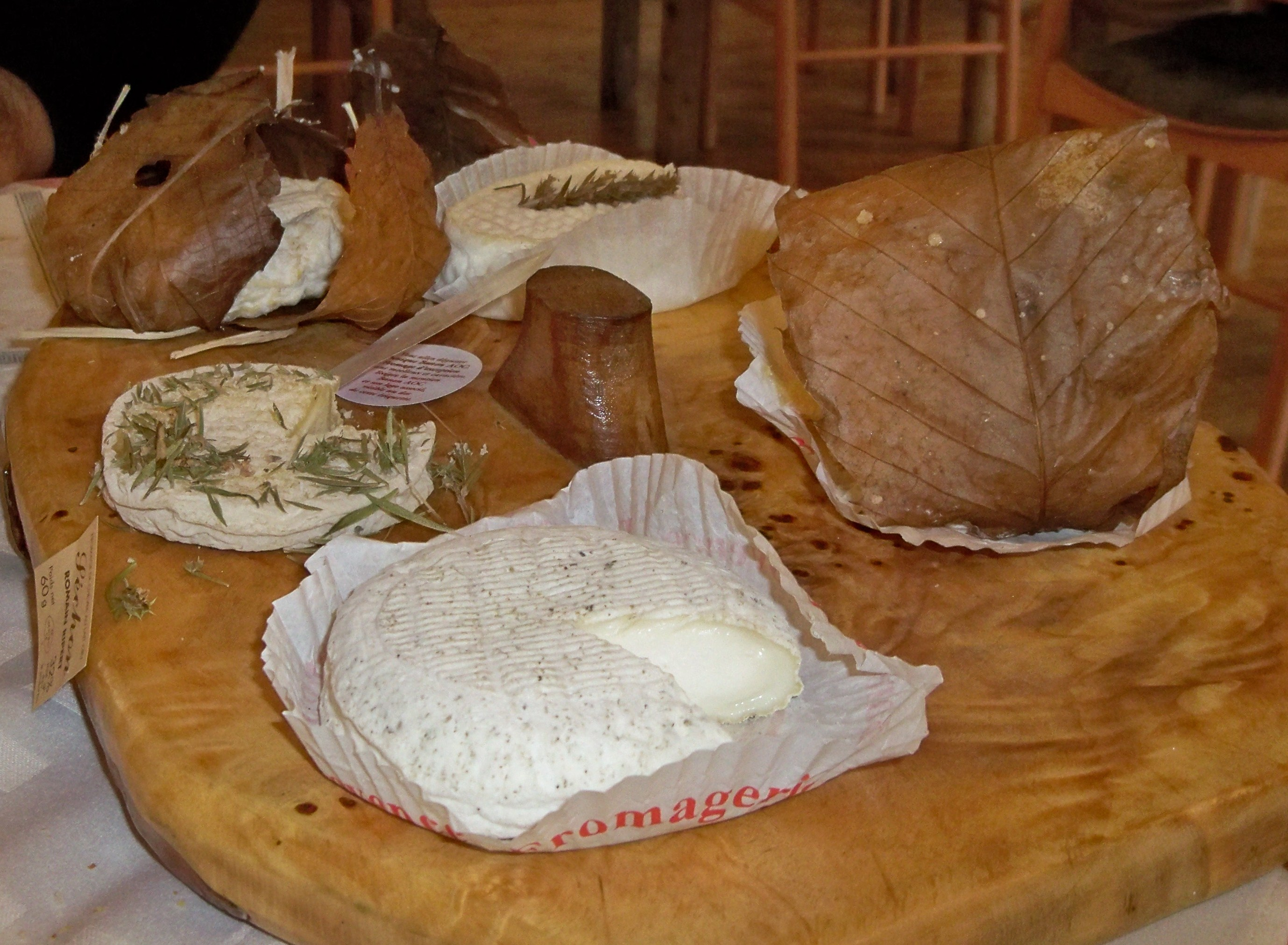
Plateau d'AOC banon dans un restaurant de Revest-du-Bion.

## Culture locale et patrimoine

### Lieux et monuments
- Au niveau de la tour de guet, l'à-pic sur la courbe de la rivière est magnifique.
- Ruines du château et du village de Beaudument. Église Saint-Pierre

L’église Saint-Pierre-aux-Liens (XIIe siècle, mais très remaniée), 2 clochers. Elle faisait partie du monastère des bénédictines, fondé avant 1160, et qui était titulaire du fief, avant son rattachement au monastère Sainte-Claire de Digne ; le cloître gothique existe encore. La nef est plafonnée, le mur sud est divisé en sept arcades et demi ; l’abside, arrondie et voûtée en cul-de-four, est percée d’une baie dans l’axe, très étroite, et d'une baie plus large côté sud. Elle est renforcée de trois contreforts plats. La nef est éclairée par trois baies sur le mur sud et une vaste baie ronde sur le mur occidental. La construction utilise des moellons et des galets. Elle a la particularité d’avoir deux clochers : une tour sur la façade, et un clocher-mur, sur le côté nord de l’église.

### Héraldique
| Blason de Sourribes | Blason  | De gueules à une crosse contournée dont le pied est entortillé de la lettre S, adextrée d'une étoile et senestrée d'une lune en décours et un soleil placé à dextre et en chef le tout d'or. |
| Blason de Sourribes | Détails | Le statut officiel du blason reste à déterminer. |